# Eilema sabulosula
Eilema sabulosula är en fjärilsart som beskrevs av De Toulgoët 1954. Eilema sabulosula ingår i släktet Eilema och familjen björnspinnare. Inga underarter finns listade i Catalogue of Life.